# 亨利·弗雷维尔站
亨利·弗雷维尔站是法国西部城市雷恩的一个地铁车站，位于雷恩地铁A线上，因纪念1953至1977年的雷恩市长亨利·弗雷维尔而得名。

## 位置
亨利·弗雷维尔站位于雷恩市区的南部，意大利街区内。铁路股道为南北走向。

## 设施
亨利·弗雷维尔站的站内设有自动售票机及无障碍设施。

## 站台设置
| 东↑ |      |                  |
|     | 侧式 |                  |
|     |      | 约翰·肯尼迪方向← |
|     |      | 拉波特里方向→    |
|     | 侧式 |                  |
| 西↓ |      |                  |

## 配套交通

### 城市公共交通
| 亨利·弗雷维尔站附近的公共交通线路 |            |                                                 |
| 公交车站名称                      | 位置       | 停靠线路                                        |
| 亨利·弗雷维尔                     | 地铁站地面 | C3 13 37 59 61 72 74 79 80 159 ex 161 ex 172 ex |
| 1.                                |            |                                                 |

此外，当地铁线路发生故障或施工时，雷恩交通局可能提供临时摆渡车。

### 社会车辆
亨利·弗雷维尔站附近设有社会车辆停车场。

## 临近车站
| 亨利·弗雷维尔站（Henri Fréville） |             |               |
| 上行车站                          | 线路        | 下行车站      |
| 克列孟梭 470m ←                   | 雷恩地铁A线 | 意大利 → 600m |
| - 本表仅显示运营中的线路及车站    |             |               |